# Sándwich submarino

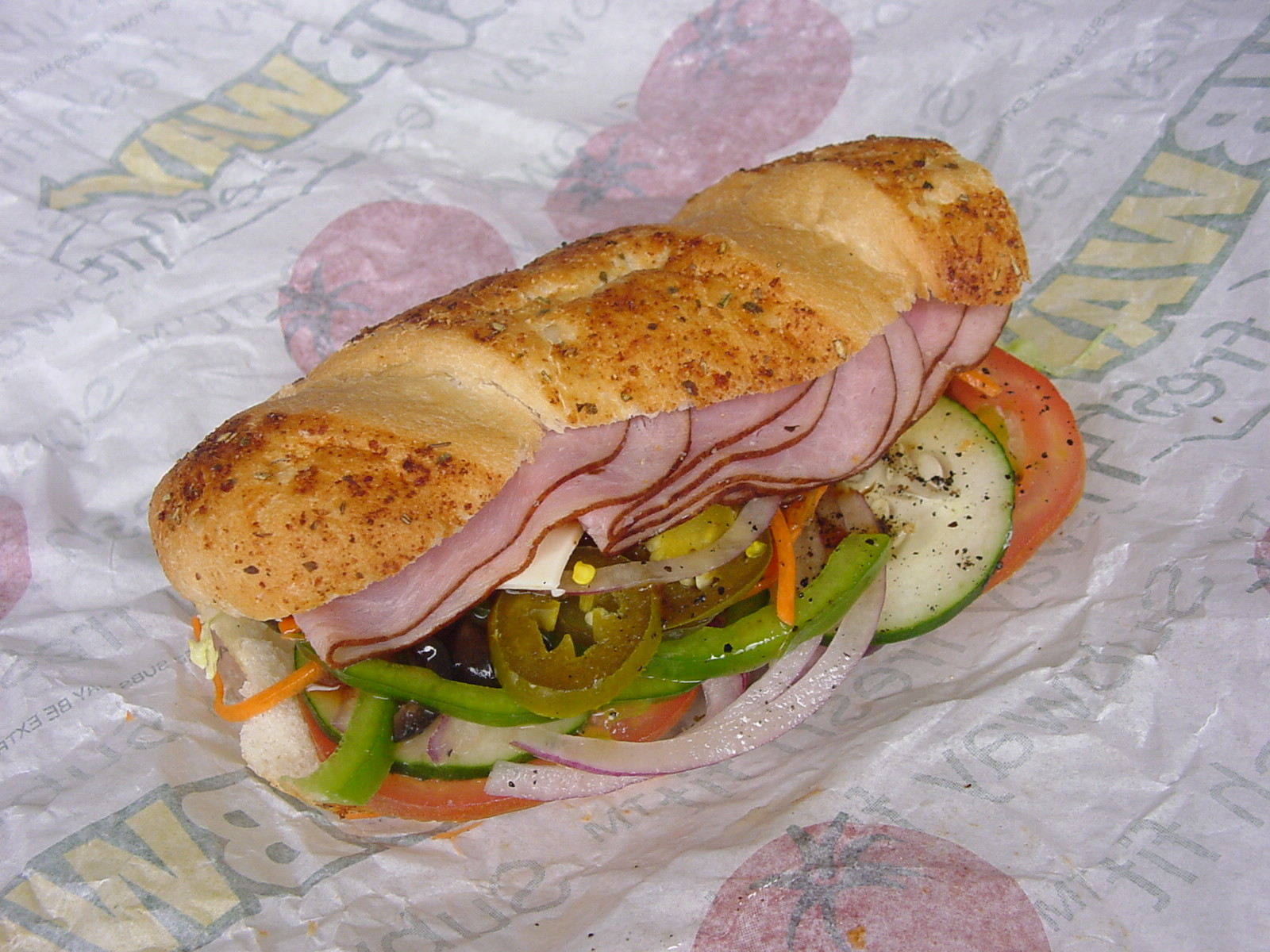
Submarino de 6" de longitud.

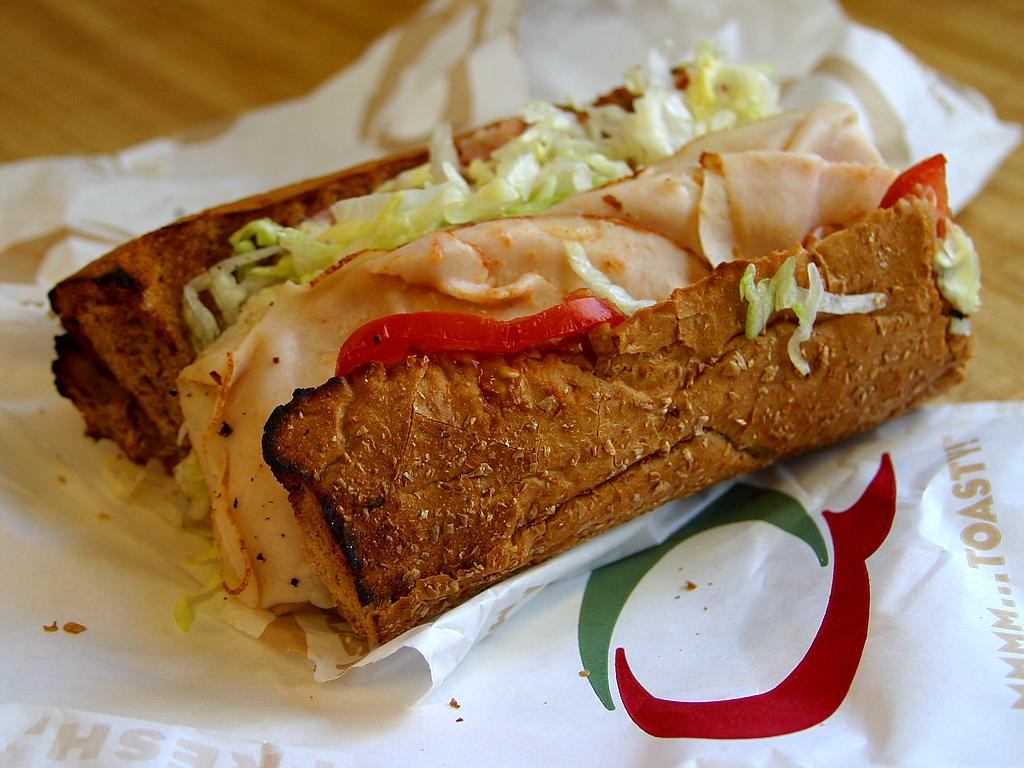
Submarino con lechuga y rodajas de pavo.

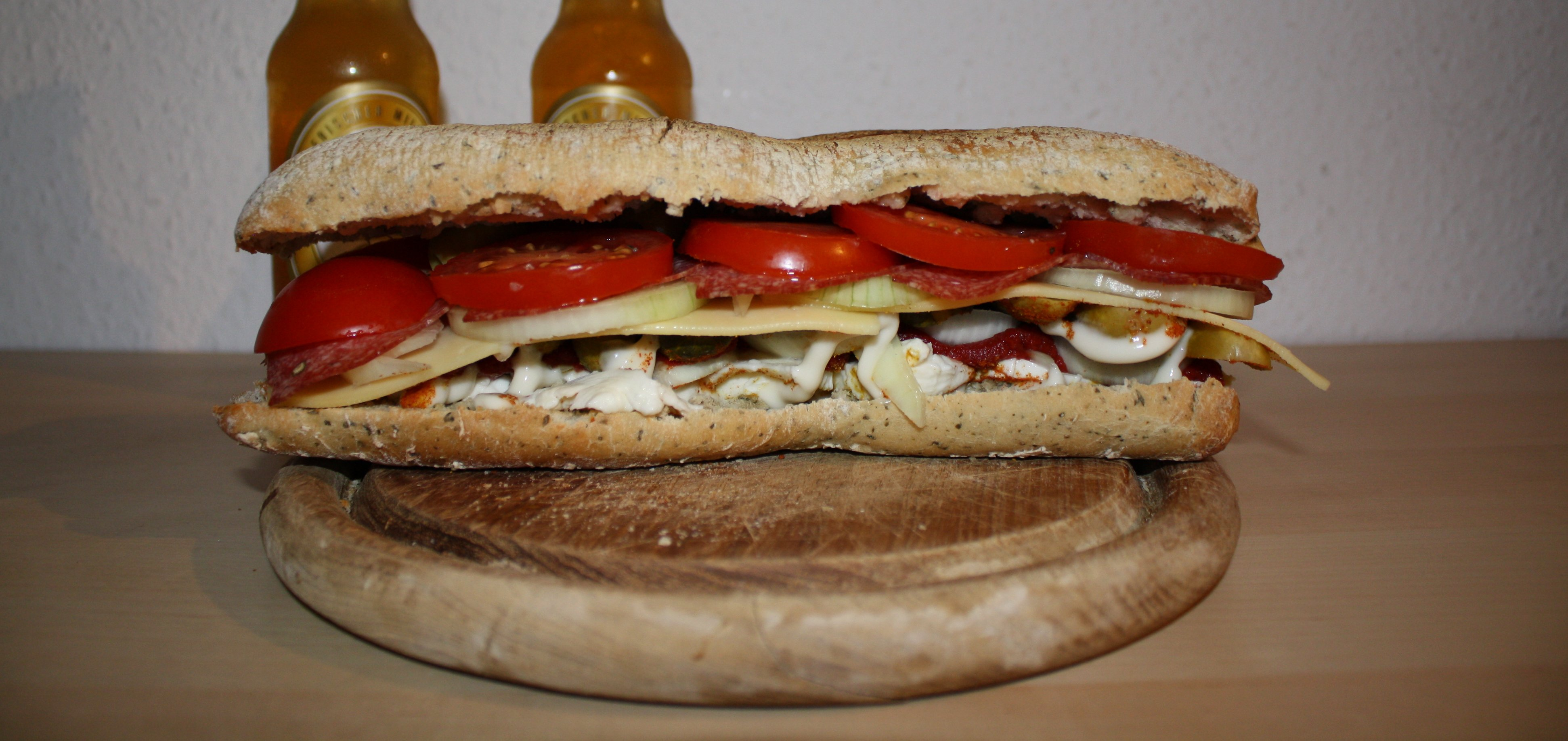
Un hero mostrando de perfil su interior en capas.

El sándwich submarino o emparedado submarino (conocido también como sub, grinder, hero, hoagie, sándwich italiano, po' boy, wedge, zep, torpedo, bocadillo o roll) se trata de un tipo de sándwich o bocadillo estadounidense que se elabora con marraqueta o pan francés abiertos en forma de "V". Los ingredientes que se suelen emplear son diversos: carne, embutidos, queso procesado, verduras (bien sean frescas o encurtidas), aliños y salsas diversas. La versión más popular de este bocadillo en diferentes partes de Estados Unidos se denomina de forma metafórica como submarino por la forma de su elaboración. Sin embargo, un estudio llevado a cabo en ese país, encontró 17 formas distintas para referirse al mismo producto.

## Denominaciones
Los nombres de este bocadillo  son muy variados en Estados Unidos. Se hizo muy popular en el norte de Estados Unidos durante los años cuarenta en las ciudades de Boston (donde se denominó inicialmente sub y posteriormente hero), Nueva York (donde se denomina grinder) y Filadelfia (donde se denominaba hoagie quizás por Hoagy Carmichael), en Los Ángeles (se denomina Zep o Zepelin), en Connecticut (pudiéndose encontrar como wedgie), en Florida (donde se llama sándwich cubano), en Wisconsin (Garibaldi), en Illinois, Italian beef sandwich. Se piensa que el nombre de hero puede provenir, por similitud fonética, de la palabra gyros con que lo llamaban los inmigrantes griegos. 
A pesar de no tener un nombre estandarizado, el de submarino es el nombre más extendido en Estados Unidos, En Canadá es muy frecuente que sea conocido como "submarino" debido a la popularidad de la franquicia de "Mr. Submarine" (o Mr. Sub tal y como se menciona en la actualidad). El origen del nombre es controvertido, un restaurante de Boston, Massachusetts, llamado Scollay Square y que data de comienzos de la Primera Guerra Mundial,  reclama su invención. El bocadillo habría sido creado para alimentar a los marines del Charlestown Navy Yard. El pan empleado era el de una baguette pues la intención era que pareciera un submarino. Se ha especulado que el nombre podría provenir de la zona de Groton, Connecticut, lugar donde se encuentra ubicada la mayor factoría de submarinos del país.

## Historia
La historia del bocadillo está íntimamente ligada a la llegada de los inmigrantes europeos a Estados Unidos durante el siglo XIX y XX. Fue principalmente debido a la inmigración italiana, pronto se estableció en las zonas de acogida de los inmigrantes italianos una nueva forma de cocina fusión en la que los paninis se convirtieron en cocina ítalo-estadounidense. Este tipo de bocadillos se hizo muy popular en los lugares donde se encontraban colonias de inmigrantes italianos. En 1965 y con diecisiete años de edad, Fred DeLuca pidió prestados mil dólares a su amigo Peter Buck para poner en marcha su primer establecimiento de bocadillos en Bridgeport, con vistas a poder costearse la universidad. La tienda se llamó primeramente Pete's Submarines, para poco después, pasar a llamarse Pete's Subway. Cuando la cadena de restaurantes creció, fue acortado y pasó a llamarse solo Subway (metro).